# H. D. Deve Gowda
Haradanahalli Doddegowda Deve Gowda (sinh 18 tháng 5 năm 1933) là chính trị gia Ấn Độ giữ chức Thủ tướng Ấn Độ từ tháng 6 năm 1996 đến tháng 4 năm 1997. Trước đó ông là Thủ hiến Karnataka thứ 14 từ năm 1994 đến năm 1996.